# Перепадин, Александр Иванович
Алекса́ндр Ива́нович Перепа́дин (укр. Олександр Іванович Перепадін; род. 13 июля 1945, село Казанка Николаевской области УССР — 23 января 1994) — украинский инженер-механик и государственный деятель, депутат Верховной рады Украины I созыва (1990—1994).

## Биография
Родился 13 июля 1945 года в селе Казанка Николаевской области в рабочей семье.
С 1962 года работал учеником токаря и помощником комбайнёра Казанковского отделения «Сельхозтехники», затем окончил Крымский сельскохозяйственный институт по специальности «агроном».
Проходил службу в Советской Армии, в дальнейшем был заведующим производственным участком колхоза им. XXII съезда КПСС Бахчисарайского района Крымской области.
Был членом КПСС с 1968 года.
С 1974 года был председателем колхоза «Победа» Бахчисарайского района, с 1987 года занимал должность первого секретаря Бахчисарайского райкома КП УССР, с 1990 года был председателем исполкома Бахчисарайского районного Совета.
В 1990 году в ходе первых альтернативных парламентских выборов в Украинской ССР был выдвинут кандидатом в народные депутаты трудовым коллективом Крымской опытной станции табаководства, 4 марта 1990 года в первом туре был избран народным депутатом Верховного совета Украинской ССР XII созыва (в дальнейшем — Верховной рады Украины I созыва) от Бахчисарайского избирательного округа № 251, набрал 53,67% голосов среди 7 кандидатов. В парламенте входил в депутатскую группу «Аграрии», был членом мандатной комиссии и комиссии по вопросам депутатской этики.
Умер 23 января 1994 года.
Был награждён орденами Трудового Красного Знамени, «Знак Почёта»